# Roland Barthes

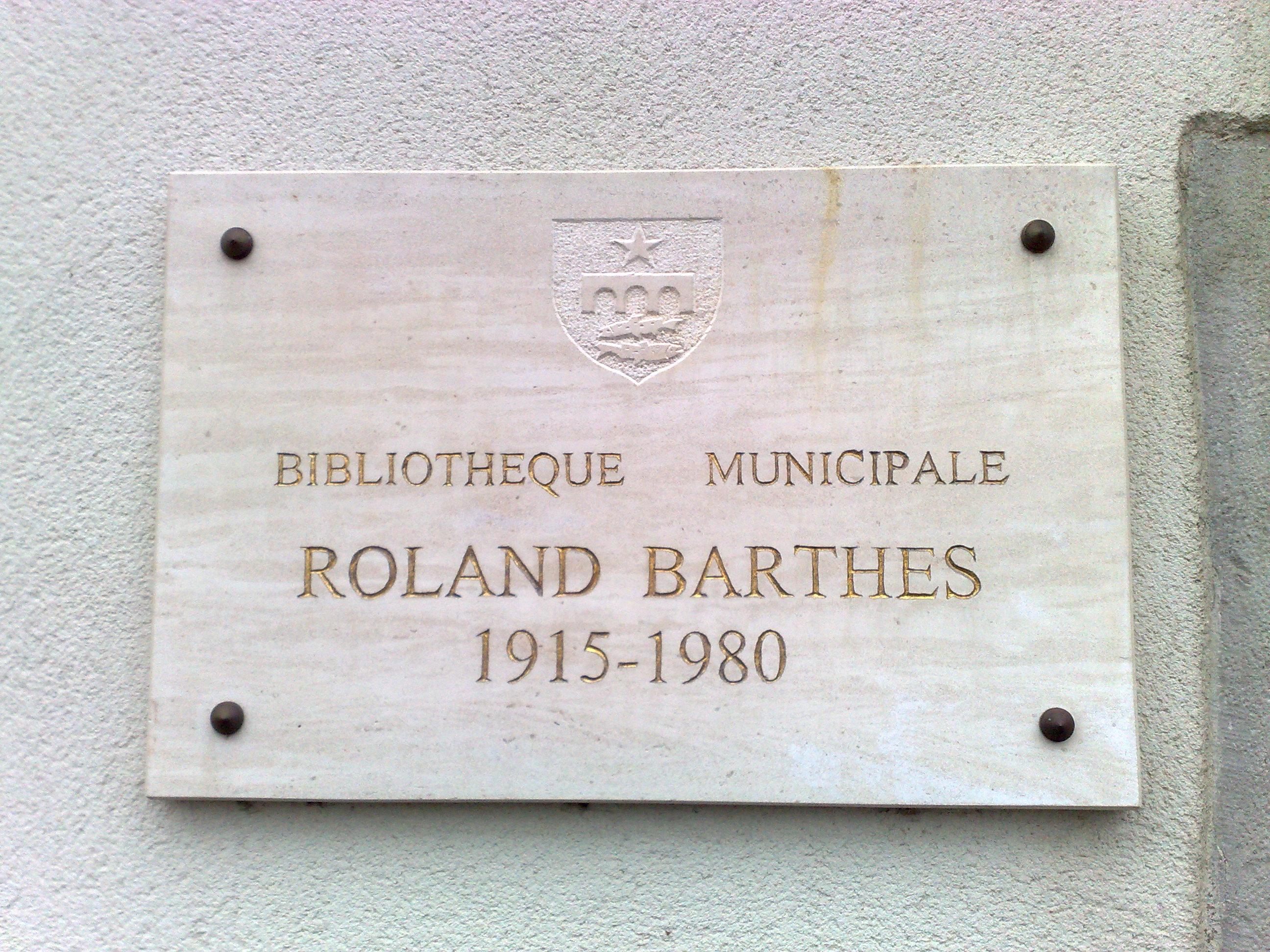

(Roland Barthes, da Letteratura e significazione)
Roland Barthes (Cherbourg, 12 novembre 1915 – Parigi, 26 marzo 1980) è stato un saggista, critico letterario, linguista e semiologo francese, fra i maggiori esponenti della nuova critica francese di orientamento strutturalista.

## Biografia

firma di Roland Barthes

Figlio di Louis Barthes (1883-1916), sottotenente di vascello e Henriette Binger (1893-1978), Roland Gérard Barthes nasce al n. 107 di rue de la Bucaille a Cherbourg, in Bassa Normandia (Francia). Il 26 ottobre 1916 al largo del Cap Gris-Nez il padre muore in una battaglia navale sul pattugliatore che comandava nel Mare del Nord e per questo nel 1925 viene decorato alla memoria con la Legion d'onore. La madre si trasferisce a Bayonne, dove abitano la suocera e la cognata Alice (professoressa di pianoforte). Qui Roland trascorre la sua infanzia frequentando la scuola materna e le elementari.
Nel 1924 con la madre si stabilisce a Parigi, dapprima in rue Jacob, poi in rue Bonaparte, rue Mazarine, rue Jacques-Callot e infine in rue de Seine (tutte nel VI arrondissement). Roland frequenta la scuola media all'École Montaigne fino al 1930, trascorrendo le vacanze scolastiche a Bayonne presso la casa dei nonni. Intanto, nel 1927, la madre, che ha una relazione con André Salzedo, ceramista di Saint-Martin-de-Hinx, partorisce un secondo figlio, Michel, riconosciuto dal padre che, però, essendo sposato, non vivrà mai con la madre del piccolo. La nonna di Roland, madre di Henriette, ora diventata Noémie Révelin, non accetta questa situazione, anche perché nel frattempo ha divorziato, si è risposata con un professore e abita una casa di lusso in place du Panthéon. Per questo Roland non legherà mai molto con la famiglia materna e al contempo porterà un grande affetto verso la madre, che sente di dover proteggere.
Dal 1930 al 1934, Roland frequenta il liceo Louis-le-Grand a indirizzo filosofico e consegue la licenza con ottimi voti. In questo periodo legge Mallarmé, Valéry, Jaurès, ma soprattutto scopre uno dei suoi autori di riferimento, Marcel Proust, la cui lettura lo accompagnerà per tutta la vita. Inoltre, comincia ad appassionarsi di teatro e tenta di scrivere un romanzo. Il 10 maggio 1934 Roland ha un forte attacco di emottisi per una lesione al polmone sinistro, che viene curata, ma senza farsi ricoverare, a Bedous, nel cantone di Accous sui Pirenei e nel 1935 è praticamente guarito. Durante la malattia e la convalescenza legge molto, soprattutto Balzac, Mauriac, Giraudoux e numerosi Arsène Lupin, suona il pianoforte e scrive Le Voyage d'Arion, un'opera teatrale giovanile.
Nel 1935 si iscrive alla Sorbona alla facoltà di Lettere Classiche e nel frattempo fonda il "Gruppo di teatro antico", un gruppo studentesco che esiste tuttora nell'università, dove recita nei Persiani di Eschilo. Ora le letture si fanno davvero vaste, ruotando però ancora attorno a classici francesi quali Racine, Gide, Hugo, Baudelaire ecc. Nel 1937 ottiene l'esenzione dal servizio militare e durante l'estate si reca a Debrecen, in Ungheria, con l'incarico di lettore. Nel 1938 fa un viaggio in Grecia con il Gruppo di teatro antico e nel 1939 si laurea in lettere classiche con il massimo dei voti. Allo scoppio della guerra viene riformato definitivamente e assunto al nuovo liceo di Biarritz come professore incaricato dove rimane fino al 1940 (anche la madre e il fratellastro lo raggiungono e abitano in rue Cardinal-Lavigerie).
Con la resa di Pétain e il Governo di Vichy però tornano a Parigi (ora abitano in rue Servandoni), dove, dal 1940 al 1941 Barthes è professore e insegnante di sostegno nei licei Voltaire e Carnot, mentre consegue un ulteriore diploma di studi superiori sulla tragedia greca (in questo periodo studia anche canto). Nell'ottobre del 1941 Roland ha una ricaduta di tubercolosi polmonare e nel 1942 si reca a Saint-Hilaire-du-Touvet, nell'Isère, per un primo soggiorno presso il Sanatorio per studenti, dove rimane un anno. In questo periodo legge Sartre, Michelet, Camus, Michaux e, per far tacere dei pettegolezzi che lo vogliono interessato alla moglie del direttore del sanatorio, rivela a qualcuno la propria omosessualità. Intorno a lui comunque comincia a costruirsi rispetto, alcuni malati lo credono un aristocratico e ha il permesso di suonare il pianoforte.
Nel 1943 si reca alla Post-Cure della rue Quatrefages, a Parigi per la convalescenza e prende una seconda laurea in grammatica e filologia. Comincia a scrivere critiche e a partecipare alla vita intellettuale leggendo riviste come "L'Arche", "Combat", "Les Lettres françaises" o "Les Temps Modernes", tra esistenzialismo e marxismo (decisivo l'invito a parteciparvi come critico da parte di Maurice Nadeau nel 1947). Nel luglio del 1943, a causa di un problema al polmone destro, si reca per un secondo soggiorno al Sanatorio per studenti dove studia psichiatria, ma durante la cura ha una ricaduta. Nel 1945 è a Leysin, presso la clinica Alexandre, dipendenza del sanatorio svizzero universitario, per proseguire la cura, ma in ottobre viene colpito da pneumotorace extrapleurico destro.
Dal 1946 al 1947 rimane a Parigi in convalescenza e nel 1948 accetta dapprima l'incarico di aiuto bibliotecario e in seguito di professore di francese a Bucarest, nella cui università diviene lettore. Nel 1949 è lettore all'Università di Alessandria d'Egitto dove rimane fino al 1950, poi, fino al 1952, lavora alla Direzione generale delle Relazioni culturali, servizio dell'Istruzione. Ora pubblica su riviste come "France-Observateur", "Esprit", "Les Lettres nouvelles", "Critique" e nel 1953 esce in volume presso Seuil, il Degré zéro de l'écriture, subito recensito da Roger Nimier e Jean-Bertrand Pontalis. Lo stesso anno, dopo la morte della nonna Noémie, che aveva permesso una sola volta che vivesse in casa sua, ovvero in una villa al mare che aveva paura le venisse sequestrata durante la guerra in quanto vuota, Barthes va a vivere in place du Panthéon per qualche mese, per poi ritornare a rue Servandoni.
Dal 1952 al 1954 svolge attività di ricercatore al CNRS (lessicologia) come borsista, dal 1954 al 1955 come consulente letterario alle Éditions de l'Arche; dal 1955 al 1959 torna al CNRS come ricercatore di sociologia. Intanto ricomincia l'avventura teatrale, con la rivista "Théâtre populaire" ,con Robert Voisin, Jean Duvignaud, Guy Dumur, Morvan-Lebesque e Bernard Dort. Nel 1955 partecipa al concorso di lettore di francese di Uppsala, posto lasciato libero da Georges Dumézil, ma il posto andrà a Michel Foucault, e da allora i due diventano amici, per almeno per una decina d'anni. Un altro amico del periodo è Algirdas Julien Greimas. Nel 1957 esce Les Mythologies. Edgar Morin lo invita a partecipare alla rivista "Arguments", poi parteciperà anche a "Communications" e a "Tel Quel". Comincia a occuparsi di problemi di linguaggio, "nouveau roman", rapporto tra realtà e finzione, scrittura e soggetto, moda, messaggio pubblicitario e naturalmente letteratura e teatro.
Dopo un importante viaggio a New York, nel 1960 diventa responsabile di ricerca alla VI sezione dell'École pratique des Hautes Études, scienze economiche e sociali, divenuta poi École des Hautes Études en Sciences Sociales, e fino al 1962 direttore di studi e in seguito, sempre presso l'École pratique des Hautes Études (sociologia dei segni, sociologia dei simboli e sociologia delle rappresentazioni), direttore degli studi. Sono gli anni in cui anche Claude Bremond, Tzvetan Todorov, Christian Metz, Jacques Lacan e Claude Lévi-Strauss (oltre ai citati Morin e Foucault) producono i loro studi migliori e c'è grande fermento e scambio di vedute. Barthes poi, frequenta anche Philippe Sollers, Julia Kristeva, Alain Robbe-Grillet e Raymond Queneau. Tra gli italiani ha rapporti con Franco Fortini e Italo Calvino, ma anche con Pier Paolo Pasolini e Umberto Eco.
Intanto nel 1961 la madre ha comprato una casetta a Urt dove Barthes passa le estati in sua compagnia. L'uscita di Sur Racine, nel 1963, divide i lettori tra chi gli riconosce ormai ruolo centrale e alto magistero e chi ancora non ne vede la novità e l'intelligenza critica (come Raymond Picard, specialista di Racine, con il suo pamphlet Nouvelle critique ou nouvelle imposture, 1965). Tra coloro che lo difendono si trovano nuovi studiosi, come Gérard Genette o Jacques Derrida. Barthes risponde alla polemica con Critique et vérité (1966). Nel maggio dello stesso anno fa il primo dei tre viaggi in Giappone che lo porterano a scrivere L'Empire des signes. Si occupa anche di retorica antica. Sono gli anni in cui anche André Martinet, Émile Benveniste, Georges Mounin e Roman Jakobson stanno cercando di allargare i confini della linguistica e nasce la semiologia e quel che verrà chiamato lo strutturalismo.
Durante le contestazioni giovanili del 1968 prende distanza dagli studenti, scrivendo su Ignazio di Loyola, Sade, Charles Fourier (con il concetto di "biografema") e Balzac (S/Z, su Sarrasine uscirà nel 1970), partecipando ad alcune conferenze negli Stati Uniti. Questo procura attacchi, soprattutto da parte di Lucien Goldmann. Ma c'è anche chi si esprime su di lui in questi termini: "un uomo meraviglioso, affascinante, di grande sensibilità" (sono parole di Jack Lang, futuro ministro della cultura) e viene invitato e stimato da storici come Jacques Le Goff e filosofi come Henri Lefebvre. Nel 1971 gli viene offerta la direzione del Teatro Chaillot, ma il governo ne blocca i progetti.
Tra i nuovi numerosi amici gli è vicino il regista André Téchiné, mentre Barthes si diverte con la calligrafia e gli acquerelli. Il breve, ma per lui centrale, saggio su Le Plaisir du texte, che si può inserire nella corrente di Gilles Deleuze e Félix Guattari che avevano appena pubblicato L'Anti-Œdipe, esce nel 1973. Nel 1974 fa parte di una delegazione di "Tel Quel" che visita la Cina. L'anno successivo esce Roland Barthes par Roland Barthes, sorta di critica della propria critica che riceve molta attenzione. Nel 1975 fa un viaggio in Tunisia. Nel 1976 accetta la cattedra di Semiologia letteraria, creata appositamente per lui, al Collège de France, dove viene presentato da Michel Foucault, con il quale ora si è riconciliato, e dove alla lezione inaugurale si presenta un grande numero di intellettuali in quel periodo in voga. Continuando a collaborare con numerosi periodici e conducendo inchieste, raccoglie le riflessioni sull'amore che ha tenuto durante un corso in Fragments d'un discours amoureux (1977), altro sconfinamento dalla critica tradizionalmente intesa e altro successo di vendita al pubblico più generale.
Il 25 ottobre 1977 muore la madre. A partire dall'osservazione di una sua fotografia parte la riflessione che diventa un classico di teoria fotografica, La Chambre claire (1980). Il 25 febbraio 1980, uscendo dal Collège de France, è investito da un furgoncino e il 26 marzo successivo muore. Usciranno ancora diversi testi postumi, la raccolta delle opere complete e gli appunti e le registrazioni degli allievi dei suoi corsi, ma Barthes è anche riconoscibile come personaggio di diversi romanzi, da Femmes di Philippe Sollers, dove appare con il nome di Werth, a Roman Roi di Renaud Camus (entrambi del 1983), da Le Regard des statues di Norbert Bensaïd (nascosto dietro il personaggio di Michel Laporte) a Les Samouraïs di Julia Kristeva, romanzo autobiografico di colei che forse può essere considerata una delle sue migliori allieve, infine all'esplicito Roland Barthes, roman (1986) di Philippe Roger. Anche André Téchiné ne farà un personaggio di un suo film J'embrasse pas (1991), interpretato da Philippe Noiret.

## L'attività critica
Roland Barthes ha scritto e pubblicato numerosi saggi critici di particolare acutezza sugli scrittori classici e contemporanei, prestando particolare attenzione alle linee di sviluppo della recente narrativa e indicando nel "grado zero" della scrittura, cioè nel modo parlato, la sua più importante peculiarità. Si è dedicato inoltre allo studio delle relazioni esistenti tra i miti e i feticci della realtà contemporanea e le istituzioni sociali, ha studiato il rapporto di incontro-scontro tra la lingua intesa come patrimonio collettivo e il linguaggio individuale e ha sviluppato una teoria semiologica che prende in considerazione le grandi unità di significato. Il criterio da lui proposto oltrepassa la tesi accademico-filologica e si pone come una continua e sollecita interrogazione del testo.
Tra le opere principali vanno ricordate: Il grado zero della scrittura (1953, dove afferma una realtà della forma letteraria indipendente dalla lingua e dallo stile e parla di neutralità della scrittura contemporanea), Miti d'oggi (1957), Saggi critici (1964, con articoli su Baudelaire, Robbe-Grillet, Brecht, Balzac, Voltaire, Tacito, Michelet, Queneau, Yves Velan, Racine, Kafka, Foucault, Butor, La Bruyère e Bataille, oltre che sul fatto di cronaca, sull'immaginazione e sul senso dello scrivere), Elementi di semiologia (1964), Critica e verità (1966), Il sistema della moda (1967), L'Impero dei segni (1970), S/Z (1970, una delle prime analisi narratologiche applicate alla novella di Balzac Sarrasine), Sade, Fourier, Loyola (1971), Nuovi saggi critici (1972, su La Rochefoucauld, Diderot e l'Encyclopédie, Chateaubriand, Proust, Flaubert, Fromentin e Pierre Loti), Il piacere del testo (1973), Roland Barthes (1975), Frammenti di un discorso amoroso (1977), Sollers scrittore (1979), La camera chiara (1980) e altri saggi critici, interviste e interventi postumi, nei volumi La grana della voce (1981), L'ovvio e l'ottuso (1982), Il brusio della lingua (1984).

## Curiosità
- Francesco Guccini, nella canzone via Paolo Fabbri 43, si riferisce all'attività di critico di Roland Barthes con i versi (che rimano con Descartes):

me le recensisse Roland Barthes!»

## Opere
- Le Degré zéro de l'écriture, Éditions du Seuil, Paris 1953 - in ed. tascabile con gli Eléments de sémiologie, Gonthier, Paris 1965; con i Nouveaux Essais critiques, Éd. du Seuil, Paris 1972.
  - Il grado zero della scrittura (prima ed. Lerici, Milano 1960), con Nuovi saggi critici, trad. Giuseppe Bartolucci, Renzo Guidieri, Leonella Prato Caruso e Rosetta Loy Provera, Einaudi, Torino 1982.
- Michelet par lui-meme, Éd. du Seuil, Paris 1954 - in ed. tascabile, ivi, 1970, con una nuova prefazione.
  - Michelet, trad. Glauco Viazzi, Guida, Napoli 1975, 1989.
- Sur Racine, Éd. du Seuil, Paris 1957 - in ed. tascabile, ivi, 1979.
- Essais critiques, Éd. du Seuil, Paris 1964, VI ed. con una nuova prefazione.
  - entrambi in Saggi critici, trad. Lidia Lonzi, Einaudi, Torino 1966, 1985.
- La Tour Eiffel, Centre National de la photographie/Éd. du Seuil, Paris 1964.
  - La tour Eiffel, in Scritti. Società, testo, comunicazione, a cura di Gianfranco Marrone, Einaudi, Torino 1998.
  - La tour Eiffel, trad. Caterina Medici, Ascondita, Milano 2009 (ed. con fotografie).
- Éléments de sémiologie, in Communications, vol. 4, 1964,  pp. 91-135; poi nel libro Le Degré zéro de l'écriture; Éléments de sémiologie, Paris, Gonthier, 1965.
  - Elementi di semiologia, traduzione di Andrea Bonomi, Torino, Einaudi, 1966.
- Critique et Vérité, Éd. du Seuil, Paris 1967.
  - Critica e verità, trad. Clara Lusignoli e Andrea Bonomi, Einaudi, Torino 1969, 1985.
- Système de la mode, Éd. du Seuil, Paris 1967.
  - Sistema della Moda, trad. Lidia Lonzi, Einaudi, Torino 1970, 1991.
  - Il senso della moda. Forme e significati dell'abbigliamento, trad. Lidia Lonzi e Renzo Guidieri, Einaudi, Torino 2006 (con aggiunta di nuovi articoli a cura di Gianfranco Marrone).
- S/Z, Éd. du Seuil, Paris 1970 - in ed. tascabile con Le Degré zéro de l'écriture, ivi, 1976.
  - S/Z - Una lettura di "Sarrazine" di Honoré de Balzac, trad. Lidia Lonzi, Einaudi, Torino 1973, 1990.
- L'Empire des signes, Skira, Genève 1970.
  - L'impero dei segni, trad. Marco Vallora, Einaudi, Torino 1984, 1992.
- La Rhétorique ancienne, in "Communications", 16, 1970.
  - La retorica antica, trad. Paolo Fabbri, Bompiani, Milano 1972, 1991.
- Mythologies, Éd. du Seuil, Paris 1970.
  - Miti d'oggi, trad. Lidia Lonzi, Einaudi, Torino 1975, ed. aumentata 1989.
- Sade, Fourier, Loyola, Éd. du Seuil, Paris 1971.
  - Sade, Fourier, Loyola. La scrittura come eccesso, trad. Lidia Lonzi, Einaudi, Torino 1977.
- Nouveaux essais critiques, in ed. tascabile con Le Degré zéro de l'écriture, Éd. du Seuil, Paris 1972.
  - Il grado zero della scrittura, con Nuovi saggi critici, cit.
- Le Plaisir du texte, Éd. du Seuil, Paris 1973.
  - Il piacere del testo. Contro le indifferenze della scienza e il puritanesimo dell'analisi ideologica, trad. Lidia Lonzi, Collana Nuovo Politecnico n.66, Einaudi, Torino 1975, 1989.
- Roland Barthes par Roland Barthes, Éd. du Seuil, Paris 1975; nuova ed., 2010.
  - Barthes di Roland Barthes, trad. Gianni Celati, Einaudi, Torino 1979, 1992.
- Alors la Chine?, Christian Bourgois, Paris 1975.
  - Della Cina e altro, Shakespeare and Company, Como 1981.
- Introduzione, in: Émile Zola, La bestia umana, Collana BUR, Milano, Rizzoli, 1976.
- Fragments d'un discours amoureux, Éd. du Seuil, Paris 1977.
  - Frammenti di un discorso amoroso, trad. Renzo Guidieri, Einaudi, Torino 1979, 1992.
- Articolo per l'Enciclopedia Einaudi: Ascolto (pp. 982–91, con Roland Havas), vol. 1, Einaudi, Torino 1977 (poi in L'ovvio e l'ottuso, cit.)
- Arcimboldo ou Rhétoriquer et magicien, Franco Maria Ricci, Parma 1978 (ed. con fotografie a colori), poi in L'ovvio e l'ottuso, cit.
  - Arcimboldo, trad. Giovanni Mariotti, Abscondita, Milano 2005 (ed. con fotografie in b/n).
- Leçon, Éd. du Seuil, Paris 1979.
  - Lezione. Lezione inaugurale della cattedra di Semiologia letteraria del Collège de France pronunciata il 7 gennaio 1977, trad. Renzo Guidieri, Einaudi, Torino 1981.
- Articoli per l'Enciclopedia Einaudi: Lettura (pp. 176–99, con Antoine Compagnon) e Luogo comune (pp. 571–83, con Jean-Louis Bouttes), vol. 8, Einaudi, Torino 1979 (poi entrambi in Scritti. Società, testo, comunicazione, cit.)
- Sollers écrivain, Éd. du Seuil, Paris 1979
  - Philippe Sollers scrittore, trad. Armando Verdiglione, Sugarco, Milano 1979.
- La Chambre claire: Note sur la photographie, Cahier du cinéma/Gallimard/Éd. du Seuil, Paris 1980.
  - La camera chiara. Nota sulla fotografia, trad. Renzo Guidieri, Einaudi, Torino 1980, 1992.
- Articoli per l'Enciclopedia Einaudi: Orale/scritto (pp. 60–86, con Eric Marty) e Parola (pp. 418–37, con François Flahault), vol. 10, Einaudi, Torino 1980.
- Sur la littérature, éd. Presses Universitaires de Grenoble, 1980
- Le Grain de la Voix. Entretiens 1962-1980, Éd. du Seuil, Paris 1981 - in ed. tascabile, ivi, 1999.
  - La grana della voce. Interviste 1962-1980, trad. e postfazione di Lidia Lonzi, Einaudi, Torino 1986.
- Articolo per l'Enciclopedia Einaudi: Scrittura (pp. 600–27, con Patrick Mauriès), vol. 12, Einaudi, Torino 1981.
- Carte. Segni, a cura di Carmine Benincasa, Electa, Milano 1981 (disegni e dipinti, mostra tenuta a Roma nel 1981).
- L'Obvie et l'Obtus. Essais critiques III, Éd. du Seuil, Paris 1982 - in ed. tascabile, ivi, 1992.
  - L'ovvio e l'ottuso. Saggi critici III, trad. Carmine Benincasa, Giovanni Bottiroli, Gian Paolo Caprettini, Daniela De Agostini, Lidia Lonzi e Giovanni Mariotti, Einaudi, Torino 1985, 1986.
- All except you: Saul Steinberg, Repères, Paris 1983.
  - «All except you»: Saul Steinberg, in Scritti. Società, testo, comunicazione, cit.
- Mitologie di Roland Barthes, a cura di Paolo Fabbri e Isabella Pezzini, Pratiche, Parma 1987 (convegno tenuto a Reggio Emilia nel 1984, con inediti).
- L'aventure sémiologique, Éd. du Seuil, Paris 1991.
  - L'avventura semiologica, a cura di Camilla Maria Cederna, Einaudi, Torino 1991.
- Le bruissement de la langue. Essais critiques IV, Éd. du Seuil, Paris 1993.
  - Il brusio della lingua. Saggi critici IV, trad. Bruno Bellotto, Einaudi, Torino 1988.
- Incidents, Éd. du Seuil, Paris 1987.
  - Incidenti, trad. Carlo Cignetti, Einaudi, Torino 1991.
- Sul cinema, a cura di Sergio Troffetti, Il melangolo, Genova 1995 (raccolta di saggi).
- Sul cinema: significazione e unità traumatiche, a cura di Liborio Termine, Vallecchi, Firenze 1995 (raccolta di saggi).
- Le Plaisir du texte précédé de Variations sur l'écriture, Éd. du Seuil, Paris, 2000.
  - Variazioni sulla scrittura, a cura di Carlo Ossola, Einaudi, Torino, 1999 (l'ed. italiana precede la trad. francese).
- Écrits sur le théâtre, a cura di Jean-Loup Rivière, Éd. du Seuil, Paris 2002.
  - Sul teatro, trad. Marco Consolini, Meltemi Editore, Roma 2002.
- Comment vivre ensemble: Cours et séminaires au Collège de France (1976-1977), Éd. du Seuil, Paris 2002.
- Le Neutre: Cours au Collège de France (1977-1978), Éd. du Seuil, Paris 2002.
  - Il Neutro. Corso al Collège de France (1977-1978), a cura di Thomas Clerc, ed. it. a cura di Augusto Ponzio, Mimesis, Milano 2022.
- Oeuvres complètes, tome 1: Livres, textes, entretiens, 1942-1961, Éd. du Seuil, Paris 2002.
- Oeuvres complètes, tome 2: Livres, textes, entretiens, 1962-1967, Éd. du Seuil, Paris 2002.
- Oeuvres complètes, tome 3: Livres, textes, entretiens, 1968-1971, Éd. du Seuil, Paris 2002.
- Oeuvres complètes, tome 4: Livres, textes, entretiens, 1972-1976, Éd. du Seuil, Paris 2002.
- Oeuvres complètes, tome 5: Livres, textes, entretiens, 1977-1980, Éd. du Seuil, Paris 2002 (nuova ed. ampliata e corretta in 5 voll. della precedente in 3 voll, 1993-95).
- R/B: Roland Barthes: exposition presentée au centre Pompidou (27 novembre 2002-10 marzo 2003), a cura di Marianne Alphant e Nathalie Léger, Éd. du Seuil/Centre Pompidou/Imec, Paris 2002.
- La Préparation du roman I et II: Cours et séminaires au Collège de France 1978-1979 et 1979-1980, Éd. du Seuil, Paris 2003.
  - La preparazione del romanzo, trad. Emiliana Galiani e Julia Ponzio, Milano, Mimesis Edizioni, 2010.
- Intermezzo, a cura di Achille Bonito Oliva, Skira, Milano 2004 (catalogo di mostra tenuta a Roma nel 2004).
- Le sport et les hommes, a cura di Gilles Dupuis, Presses de l'Université de Montréal, Paris 2004.
  - Lo sport e gli uomini, trad. Chiara Bongiovanni, Einaudi, Torino, 2007.
- Le discours amoureux: Séminaire à l'Ecole pratique des hautes études 1974-1976 suivi de Fragments d'un discours amoureux, Éd. du Seuil, Paris 2007.
  - Il discorso amoroso. Seminario a l'École Pratique des Hautes Études seguito da Frammenti di un discorso amoroso inediti, trad. Augusto Ponzio, Milano, Mimesis, 2015.
- Carnets du voyage en Chine, a cura di Anne Herschberg Pierrot, Christian Bourgois, Paris 2009.
  - I carnet del viaggio in Cina, trad. Guido Lagomarsino, O barra O, Milano 2009.
- Journal de deuil: 26 octobre 1977 - 15 septembre 1979, a cura di Nathalie Léger, Éd. du Seuil, Paris 2009.
  - Dove lei non è, trad. Valerio Magrelli, Einaudi, Torino 2010.
- Questions, Manucius, Paris 2009.
- Le lexique de l'auteur: Séminaire à l'Ecole pratique des hautes études 1973-1974 suivi de fragments inédits du Roland Barthes par Roland Barthes, a cura di Eric Marty e Anne Herschberg Pierrot, Éd. du Seuil, Paris 2010.
- Marco Consolini e Gianfranco Marrone (a cura di), Roland Barthes, in «Riga», n. 30, Marcos y Marcos, Milano, 2010 (con inediti) sito
- Sarrazine de Balzac: Séminaire à l'Ecole pratique des hautes études 1967-1968, 1968-1969, Éd. du Seuil, Paris 2011.
- Cos’è uno scandalo. Scritti inediti 1933-1980. Testi su se stesso, l’arte, la scrittura e la società, Postfazione e cura di Filippo D’Angelo, Collana Kreuzville Aleph, Roma, L'orma, 2021, ISBN 978-88-997-9388-3.